# برنامه محیط زیست سازمان ملل متحد
برنامه محیط زیست ملل متحد، UNEP (به انگلیسی: United Nations Environment Programme) یا محیط زیست سازمان ملل متحد، وظیفه هماهنگی فعالیت‌های زیست‌محیطی سازمان ملل و کمک به کشورهای در حال توسعه را در اجرای سیاست‌ها و اقدامات مربوط به محیط زیست بر عهده دارد.
UNEP، در سال ۱۹۷۲، توسط موریس استرانگ، تاجر و نیکوکار کانادایی، پس از کنفرانس محیط زیست انسانی سازمان ملل (کنفرانس استکهلم)، تأسیس گردید. وظایف آن طیف گسترده‌ای از موضوعات را شامل می‌شود. این موضوعات عبارتند از: جو زمین، اکوسیستم‌های دریایی و زمینی، حاکمیت زیست‌محیطی و توسعه اقتصادی سبز. فعالیت‌های UNEP همچنین تدوین کنوانسیون‌های بین‌المللی زیست‌محیطی را نیز در بر می‌گیرد. ترویج علم و اطلاعات زیست‌محیطی، کار با ذی‌نفعان دولتی و خصوصی در تهیه و اجرای سیاست‌ها، بودجه و اجرای پروژه‌های توسعه محیط‌ زیست، مانند جنگل‌کاری و احیای تالاب‌ها و تدوین رهنمودهایی دربارهٔ موضوعاتی مانند تجارت بین‌المللی مواد شیمیایی بالقوه مضر، آلودگی هوای فرامرزی و آلودگی آبراه‌های بین‌المللی، همچنین مجموعه‌ای از تحقیقات علمی و زیست‌محیطی نیز از دیگر وظایف UNEP به‌شمار می‌روند.
UNEP، به عنوان عضوی از گروه توسعه سازمان ملل متحد، قصد دارد به جهانیان در رسیدن به ۱۷ هدف توسعه پایدار کمک کند. در طول سی سال گذشته، به‌طور فزاینده‌ای بر روی تغییر آب و هوا متمرکز بوده است و به ایجاد یا اجرای معاهدات و موسسات زیست‌محیطی، مانند کنوانسیون «چارچوب پیمان‌نامه سازمان ملل در تغییر اقلیم»، کمک می‌کند. در سال ۱۹۸۸، این سازمان به «سازمان جهانی هواشناسی» پیوست تا «هیئت بین‌دولتی تغییر اقلیم» (IPCC)، مرجع اصلی علم تغییر اقلیم را تأسیس کند.
UNEP همچنین یکی از چندین سازمان اجرایی سازمان جهانی محیط زیست، صندوق چند جانبه برای اجرای پروتکل مونترال و قانون بین‌المللی مدیریت بین‌المللی محیط زیست می‌باشد.
بودجه محیط زیست سازمان ملل متحد به عنوان برنامه سازمان ملل متحد، فقط از طریق کمک‌های داوطلبانه تأمین می‌شود.

## تاریخچه
در دهه ۱۹۷۰، هنوز نیاز به مدیریت محیط زیست در سطح جهانی، به خصوص توسط کشورهای در حال توسعهمورد قبول قرار نگرفته و پشتیبانی نمی‌شد. برخی استدلال می‌کردند که مشکلات زیست‌محیطی برای ملت‌های فقیر اولویت ندارد. موریس استرانگ، رهبر و سیاستمدار کانادایی، بسیاری از کشورهای در حال توسعه را متقاعد کرد که باید این مسئله را در اولویت قرار دهند. به گفته پروفسور نیجریه‌ای، آدبایو آددجی، آقای استرانگ با خلوص نیّت این موضوع را آشکار ساخت که همه ما، بدون توجه به مرحله توسعه، سهم اساسی در پشتیانی از این موضوع داریم.
ضرورت پیشرفت قوانین، در سازمان‌هایی همچون سازمان بین‌المللی کار، سازمان غذا و کشاورزی (FAO) و سازمان بهداشت جهانی (WHO)، به برگزاری کنفرانس سازمان ملل متحد در زمینه محیط زیست انسانی (کنفرانس استکهلم)، جهت مقابله با آلودگی ناشی از انقلاب صنعتی در دهه‌های ۱۹۶۰ و ۱۹۷۰ منجر گردید.
در این کنفرانس، موضوعات مختلفی از جمله حیات دریایی، حفاظت از منابع، تغییر محیط، بلایای طبیعی و تغییرات بیولوژیکی مورد بحث و بررسی قرار گرفت. این کنفرانس، منجر به اعلامیه‌ای دربارهٔ محیط زیست انسانی (اعلامیه استکهلم) و ایجاد یک نهاد مدیریت محیط زیست شد، که بعداً با تصویب قطعنامه ۲۹۹۷ مجمع عمومی، به عنوان برنامه محیط زیست سازمان ملل متحد (UNEP)نامگذاری گردید.
ستاد مرکزی مدیریت محیط زیست، در نایروبی (کنیا) با ۳۰۰ کارمند، شامل ۱۰۰ متخصص در زمینه‌های مختلف و یک صندوق پنج ساله با تعهد بیش از ۱۰۰ میلیون دلار بودجه تأسیس گردید. در آن زمان، ۴۰ میلیون دلار را ایالات متحده آمریکا متعهد شده بود و مابقی را ۴۰ کشور دیگر تعهد دادند. داوطلبان باشگاه بین‌المللی (VISC) که در سال ۲۰۰۲ تأسیس شد نیز از UNEP حمایت می‌کنند. بودجه مربوط به همه برنامه‌های UNEP به‌طور داوطلبانه توسط کشورهای عضو سازمان ملل متحد ارائه می‌شود. صندوق محیط زیست، که همه کشورهای UNEP در آن سرمایه‌گذاری می‌کنند، منبع اصلی حمایت از برنامه‌های UNEP است. بین سال‌های ۱۹۷۴ و ۱۹۸۶ UNEP, بیش از ۲۰۰ دستورالعمل یا راهنمای فنی در زمینه محیط زیست از جمله مدیریت جنگل و آب، کنترل آفات، نظارت بر آلودگی، رابطه بین استفاده از مواد شیمیایی و بهداشت و مدیریت صنایع تولید کرده‌است.

## ساختار
ساختار UNEP شامل هشت بخش اساسی است.
- بخش علوم: این ارزیابی علمی و معتبر و به موقع، ارزیابی‌های زیست محیطی مربوط به سیاست و داده‌ها و اطلاعات را برای تصمیم‌گیری و برنامه‌ریزی و اقدام جهت توسعه پایدار ارائه می‌دهد. این سازمان، وضعیت زیست محیطی جهانی را ردیابی، تجزیه و تحلیل و گزارش می‌کند، سیاست‌ها و روندها را ارزیابی نموده و هشدارهای اولیه در مورد تهدیدات نوظهور زیست‌محیطی را ارائه می‌دهد. کنترل گسترده سازمان ملل را پیش می‌برد و ابعاد زیست محیطی را بر اساس دستور کار سند ۲۰۳۰ یونسکو,[۱۹] گزارش می‌کند.
- بخش سیاست و برنامه: طرح و برنامه UNEP را تنظیم می‌کند و تضمین می‌کند که سایر بخش‌ها هماهنگ کار بکنند.
- بخش اکوسیستم: به کشورها در حفاظت، احیا و مدیریت اکوسیستم‌هایشان کمک می‌کند. به علل و پیامدهای زیست محیطی بلایا و درگیری‌ها می‌پردازد.
- بخش اقتصاد: به کسب و کارهای بزرگ در تلاش برای آگاهی بیشتر از محیط زیست کمک می‌کند و دارای سه شاخه اصلی مواد شیمیایی و بهداشت، انرژی و اقلیم، و منابع و بازار می‌باشد.
- دفتر امور دولتی: از کشورهای عضو و سایر گروه‌های مرتبط برای استفاده در پیشبرد کار UNEP  استفاده می‌کند. این دفتر به کادر رهبری مجمع محیط زیست سازمان ملل متحد و به کمیته نمایندگان دائم خدمت می‌کند و جلسات آنها را مدیریت می‌کند. همچنین به تقویت نظرگاه، تأثیر و توانمندی مجمع به عنوان صدایی معتبر بر محیط زیست کمک می‌کند.
- بخش حقوق: به توسعه قانون محیط زیست کمک می‌کند. برای مبارزه با جرایم زیست‌محیطی و انجام تعهدات بین‌المللی محیط زیست با کشورها همکاری می‌کند. هدف این بخش بهبود همکاری بین قانون‌گذاران در سراسر جهان است که قوانین زیست‌محیطی را وضع می‌کنند.
- بخش ارتباطات: پیام‌های UNEP را توسعه داده و منتشر می‌کند و آنها را از طریق کانال‌های رسانه‌های دیجیتال و سنتی به دولت‌ها و افراد می‌رساند.
- بخش خدمات شرکتی: به منافع سازمانی UNEP مانند مدیریت کردن و تبیین ریسک‌های مالی کمک می‌کند.

شورای راهبری یو ان ای پی، در کل شامل ۵۸ دولت عضو می‌باشد که در دوره‌های سه ساله خدمت می‌کنند. این کرسی‌ها بسته به مناطق جغرافیائی تخصیص داده می‌شوند. شورای راهبری اولین توسعه دهنده رهنمودهای سیاسی جهت برنامه‌های محیطی سازمان ملل می‌باشد و نقشی سیاسی را در ارتقاء تشریک مساعی میان دول عضو سازمان ملل بر روی موضوعات محیطی ایفا می‌نماید.
دبیرخانه «یو ان ای پی» شامل ۸۹۰ عضو ستادی می‌باشد، تقریباً ۵۰۰ نفراز آنان کارمند بین‌المللی هستند در حالی که مابقی به‌طور محلی بکار گرفته شده‌اند. دبیرخانه پیکره‌ای است که اجرای سیاست‌ها و برنامه‌های یو ان ای پی را سرپرستی کرده و مسئولیت بودجه سالانه‌ای بالغ بر حدود ۱۰۵ میلیون دلار (آمریکا) که تقریباً کاملاً از دول عضو تأمین می‌گردد، را برعهده دارد.

## مدیر اجرایی

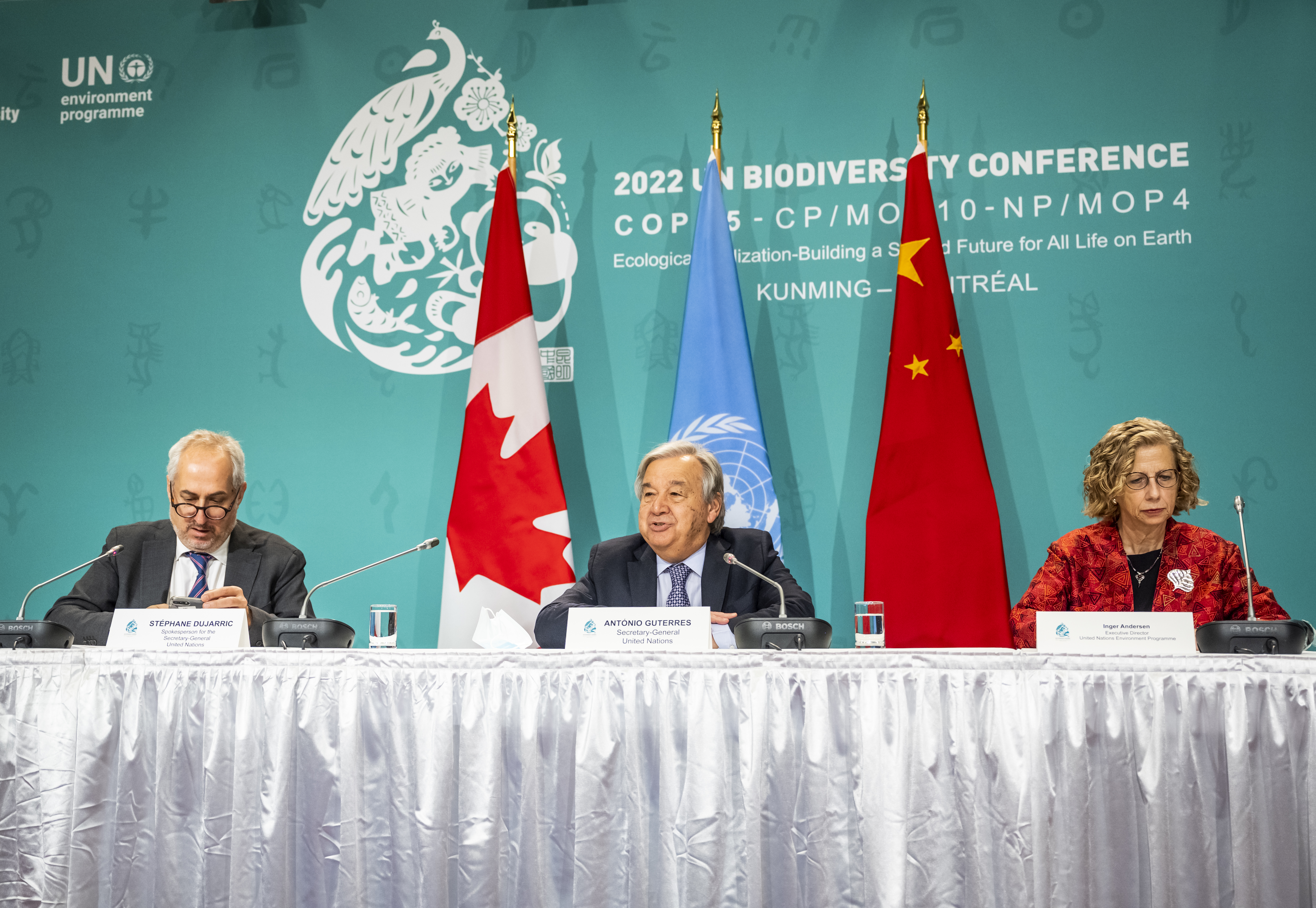
اینجر آندرسن، مدیر اجرایی UNEP در کنفرانس تنوع زیستی سازمان ملل، ۲۰۲۲

اینجر آندرسن دانمارکی توسط دبیرکل سازمان ملل آنتونیو گوترش در فوریه ۲۰۱۹ به عنوان مدیر اجرایی UNEP منصوب شد.
در دسامبر سال ۱۹۷۲ ، مجمع عمومی سازمان ملل متحد به اتفاق آرا موریس استرانگ را به عنوان اولین رئیس محیط زیست سازمان ملل انتخاب كرد. وی همچنین دبیر کل کنفرانس ۱۹۷۲ سازمان ملل در مورد محیط زیست انسانی و اجلاس زمین (۱۹۹۲) بود.
این سمت سپس به مدت ۱۷ سال (۱۹۷۵–۱۹۹۲) توسط مصطفی کمال تولبا اداره شد، که در پیشبرد تفکر و عمل جهانی ملاحظات زیست‌محیطی نقش مهمی داشت. تحت رهبری وی، تحسین‌برانگیزترین موفقیت محیط زیست سازمان ملل - توافقنامه تاریخی ۱۹۸۷ برای محافظت از لایه ازن - پروتکل مونترال مورد مذاکره قرار گرفت. سپس الیزابت داودزول (۱۹۹۲–۱۹۹۸) ، کلاوس تاپفر (۱۹۹۸–۲۰۰۶) ، آچیم اشتاینر (۲۰۰۶–۲۰۱۶) و اریک سولهایم (۲۰۱۶–۲۰۱۸) جانشین وی شدند.

### فهرست مدیران اجرایی
| # | تصویر                | نام (زاده–درگذشته)              | ملیت     | آغاز تصدی | پایان تصدی |
| - | -------------------- | ------------------------------- | -------- | --------- | ---------- |
| ۱ | Maurice Strong       | موریس استرانگ (۱۹۲۹–۲۰۱۵)       | کانادا   | ۱۹۷۲      | ۱۹۷۵       |
| ۲ | Mostafa Tolba        | مصطفی کمال طلبه (۱۹۲۲–۲۰۱۶)     | مصر      | ۱۹۷۵      | ۱۹۹۲       |
| ۳ | Elizabeth Dowdeswell | الیزابت دادزول (زاده ۱۹۴۴)      | کانادا   | ۱۹۹۲      | ۱۹۹۸       |
| ۴ | Klaus Töpfer         | کلاوس توپفر (زادهٔ ۱۹۳۸)         | آلمان    | ۱۹۹۸      | ۲۰۰۶       |
| ۵ | Achim Steiner        | اخیم استینر (زادهٔ ۱۹۶۱)         | برزیل    | ۲۰۰۶      | ۲۰۱۶       |
| ۶ |                      | اریک سولهیم (زادهٔ ۱۹۵۵)         | نروژ     | ۲۰۱۶      | ۲۰۱۸       |
| ۷ |                      | جویس مسویا (سرپرست) (زادهٔ ۱۹۶۸) | تانزانیا | ۲۰۱۸      | ۲۰۱۹       |
| ۸ |                      | اینجر آندرسن (زادهٔ ۱۹۵۸)        | دانمارک  | ۲۰۱۹      | متصدی      |

## جایزه‌ها
یو ان ای پی در سال ۱۹۸۷ یک فهرستی از ۵۰۰ افتخار بین‌المللی را جهت تشخیص همکاری‌های برجسته توسط اشخاص و سازمان‌ها بنا نهاد. این طرح در سال ۲۰۰۳ مسدود شده و با طرح قهرمانان زمین جایگزین شده‌است.

## نماینده جمهوری اسلامی ایران
جعفر برمکی، دیپلمات ایرانی، سفیر و نماینده دائم ایران در برنامه محیط زیست ملل متحد است.